# Técnica de revisión y evaluación de programas

Diagrama de red PERT para un proyecto de siete meses con 6 actividades (A hasta F) y 5 nodos

La Técnica de Revisión y Evaluación de Programas (o Proyectos) (del inglés PERT, Program Evaluation and Review Techniques) es una técnica estadística de la administración y gestión de proyectos que fue diseñada para analizar y representar las tareas involucradas en culminar un proyecto.
Desarrollado en 1957 por la Oficina de Proyectos Especiales de la Marina de Guerra del Departamento de Defensa de Estados Unidos como parte del proyecto Polaris de misil balístico móvil lanzado desde submarino. Este proyecto fue una respuesta directa a la crisis del Sputnik.

## Descripción
PERT es básicamente un método para analizar las tareas involucradas en completar un proyecto dado, especialmente el tiempo para completar cada tarea, e identificar el tiempo mínimo necesario para completar el proyecto total.[cita requerida]
Es un algoritmo diseñado para una eficiente planificación de proyectos, desde el comienzo hasta la final, el resultado  de la aplicación de este algoritmo es un cronograma de tareas, que determina cuanto es la duración total del proyecto y la clasificación de tareas según prioridad.
Este modelo de proyecto fue el primero de su tipo, y supuso un nuevo impulso para la administración científica, fundada por el fordismo y el taylorismo. No son muy comunes otros tipos de modelos de proyectos, prácticamente todos se basan en PERT de algún modo. Solo el método de la ruta crítica (CPM) de la Corporación DuPont que fue inventado casi en la misma época que PERT.
La parte más famosa de PERT son las Redes PERT, diagramas de líneas de tiempo que se interconectan.

## Redes PERT
Una malla PERT permite planificar y controlar el desarrollo de un proyecto. A diferencia de las redes CPM, las redes PERT trabajan con tiempos probabilísticos.
Normalmente, para desarrollar un proyecto específico lo primero que se hace es determinar, en una reunión multidisciplinaria, cuáles son las actividades que se deberán ejecutar para llevar a término el proyecto según los requerimientos establecidos, cuál es la precedencia entre ellas y cuál será la duración esperada de cada una.
Para definir la precedencia entre actividades se requiere de una cierta cuota de experiencia profesional en el área, en proyectos afines.

### Principios
Estos tres principios deben respetarse siempre a la hora de dibujar una malla PERT:
- Principio de designación sucesiva: se nombra a los vértices según los números naturales, de manera que no se les asigna número hasta que han sido nombrados todos aquellos de los que parten aristas que van a parar a ellos.

- Principio de unicidad del estado inicial y el final: se prohíbe la existencia de más de un vértice inicial o final. Solo existe una situación de inicio y otra de terminación del proyecto.

- Principio de designación unívoca: no pueden existir dos aristas que tengan los mismos nodos de origen y de destino. Normalmente, se nombran las actividades mediante el par de vértices que unen. Si no se respetara este principio, puede que dos aristas recibieran la misma denominación.

### Duración de una Actividad
Para estimar la duración esperada de cada actividad es también deseable tener experiencia previa en la realización de tareas similares. En planificación y programación de proyectos se estima que la duración esperada de una actividad es una variable aleatoria de distribución de probabilidad Beta unimodal de parámetros (o, m, p) donde:
{\displaystyle t_{o}} = Se define como el tiempo optimista al menor tiempo que puede durar una actividad.
{\displaystyle t_{m}} = Es el tiempo más probable que podría durar una actividad.
{\displaystyle t_{p}} = Este es el tiempo pesimista, o el mayor tiempo que puede durar una actividad. 
{\displaystyle t_{e}} = Corresponde al tiempo esperado para una actividad (Este corresponde al tiempo CPM, asumiendo que los cálculos son exactos).
NOTA: Se supone que cada Tarea, sigue una ley de distribución de {\displaystyle B} de Euler.
El valor (o tiempo) esperado en esta distribución. Esta se expresa en la siguiente fórmula:
{\displaystyle t_{e}={\frac {t_{o}+4t_{m}+t_{p}}{6}}}
cuya varianza está dada por:
{\displaystyle \sigma ^{2}=\left({\frac {t_{p}-t_{o}}{6}}\right)^{2}}
y una desviación estándar:
{\displaystyle \sigma ={\frac {t_{p}-t_{o}}{6}}}

### Dibujo de una malla PERT
Existen dos metodologías aceptadas para dibujar una malla PERT, la de “Actividad en el Arco” y las de “Actividad en el Nodo”, siendo esta última la más utilizada en la actualidad en atención a que es la que usan la mayoría de las aplicaciones computacionales especialistas en este tema.
En un dibujo de una malla PERT podemos distinguir nodos y arcos, los nodos representan instantes en el tiempo. Específicamente, representan el instante de inicio de una o varias actividades y simultáneamente el instante de término de otras varias actividades. Los arcos por su parte representan las actividades, tienen un nodo inicial y otro de término donde llega en punta de flecha. Asociada a cada arco está la duración esperada de la actividad.
Más información de un diagrama de actividades es representar estas con una valoración de complejidad para minimizar el efecto de cuello de botella.

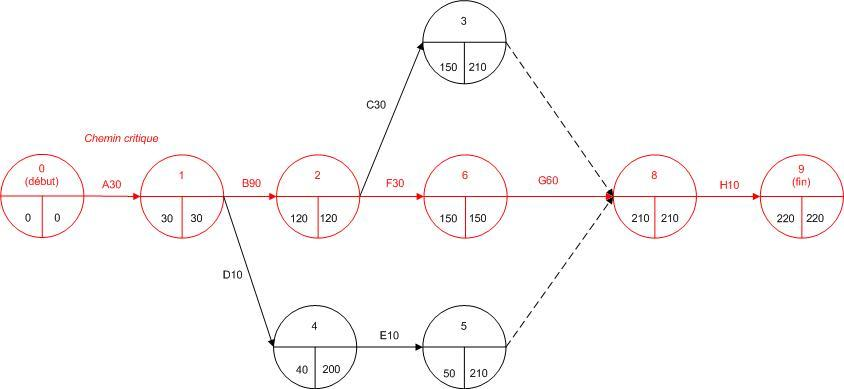
Red PERT.

Cada nodo contiene la siguiente información sobre la actividad:
- Nombre de la actividad;
- Duración esperada de la actividad (t);
- Tiempo de inicio más temprano (ES = Earliest Start);
- Tiempo de término más temprano (EF = Earliest Finish);Otra forma de representar la red PERT

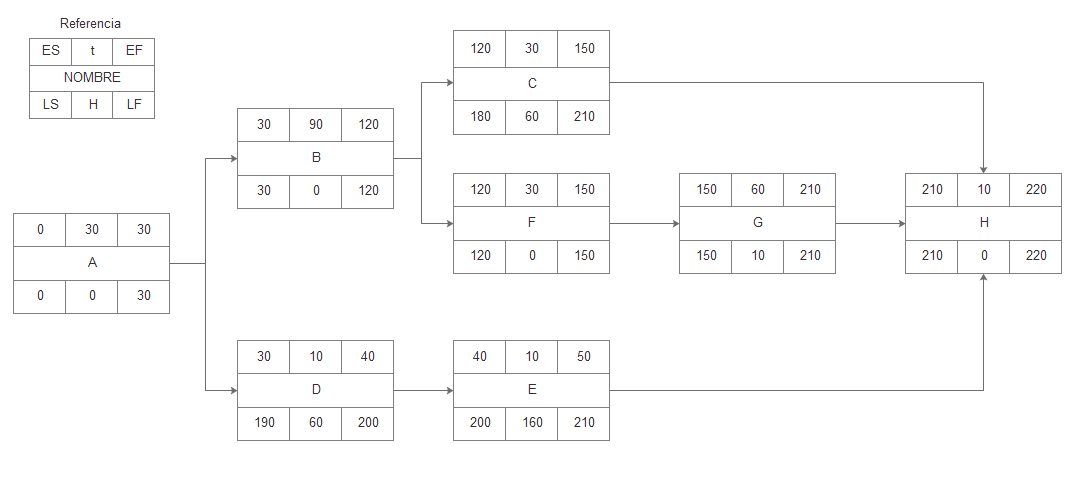
Otra forma de representar la red PERT

- Tiempo de inicio más tardío (LS = Latest Start);
- Tiempo de término más tardío (LF = Latest Finish);
- Holgura de la Actividad (H);

Por convención los arcos se dibujan siempre con orientación hacia la derecha, hacia el nodo de terminación del proyecto, nunca retrocediendo.
El dibujo de una malla PERT se comienza en el nodo de inicio del proyecto. A partir de él se dibujan las actividades que no tienen actividades precedentes, o sea, aquellas que no tienen que esperar que otras actividades terminen para poder ellas iniciarse.
A continuación, se dibujan las restantes actividades cuidando de respetar la precedencia entre ellas.
Al terminar el dibujo de la malla preliminar, existirán varios nodos ciegos, nodos terminales a los que llegan aquellas actividades que no son predecesoras de ninguna otra, es decir aquellas que no influyen en la fecha de inicio de ninguna otra, estas son las actividades terminales y concurren por lo tanto al nodo de término del proyecto.

### Cálculo de los tiempos de inicio y terminación más tempranos
El tiempo de inicio más temprano “ES” (Early Start) y de terminación más temprano “EF” (Early finish) para cada actividad del proyecto, se calculan desde el nodo de inicio hacia el nodo de terminación del proyecto según la siguiente relación: La duración esperada del proyecto (T) es igual al mayor de los tiempos EF de todas las actividades que desembocan en el nodo de finalización o terminación del proyecto.

### Cálculo de los tiempos de inicio y terminación más tardíos
El tiempo de inicio más tardío “LS” (Latest Start) y de finalización más tardío “LF” (Latest finish) para cada actividad del proyecto, se calculan desde el nodo de término retrocediendo hacia el nodo de inicio del proyecto según la siguiente relación:
{\displaystyle LS=LF-t}
Donde (t) es el tiempo esperado de duración de la actividad y donde LF queda definida según la siguiente regla:
- Regla del tiempo de terminación más tardío:

El tiempo de terminación más tardío, LF, de una actividad específica, es igual al menor de los tiempos LS de todas las actividades que comienzan exactamente después de ella.
El tiempo de terminación más tardío de las actividades que finalizan en el nodo de terminación del proyecto es igual a la duración esperada del proyecto (T).

### Holguras, actividades críticas y rutas críticas
La Holgura de una actividad, es el tiempo que está disponible para, ya sea atrasarse en su fecha de inicio, o bien alargarse en su tiempo esperado de ejecución, sin que ello provoque retraso alguno en la fecha de término del proyecto.
La holgura de una actividad se calcula de la siguiente forma:
H = LF – EF
o bien
H = LS – ES
- Actividades críticas

Se denomina actividades críticas a aquellas actividades cuya holgura es nula y que por lo tanto, si se retrasan en su fecha de inicio o se alargan en su ejecución más allá de su duración esperada, provocarán un retraso exactamente igual en tiempo en la fecha de término del proyecto.
- Rutas críticas

Se denomina rutas críticas a los caminos continuos entre el nodo de inicio y el nodo de terminación del proyecto, cuyos arcos componentes son todos actividades críticas.
Las rutas críticas se nombran por la secuencia de actividades críticas que la componen o bien por la secuencia de nodos por los que atraviesa.
Nótese que un proyecto puede tener más de una ruta crítica pero al menos tendrá siempre una.
Holgura total
La holgura total es el intervalo durante el cual una operación, que se inicia a partir de las fechas más tempranas, se puede desplazar hacia el futuro sin que se vean afectadas las fechas más tardías de las operaciones sucesoras o la fecha final extrema del grafo. La holgura total puede ser menor que, mayor que o igual a cero (holgura total =fin más tardío - fin más temprano). Si las fechas más tempranas y más tardías de una operación coinciden en el mismo día, la holgura total será cero. Las operaciones con la holgura total menor se denominan "críticas".El camino crítico es el camino a través del grafo en el que se ordenan las operaciones y sus relaciones de ordenación de manera que la holgura total es mínima. Por lo general, el camino crítico es el tiempo más largo que se necesita para elaborar el grafo.
Holgura libre
La holgura libre es el intervalo durante el cual una operación, que se inicia a partir de las fechas más tempranas, se puede desplazar hacia el futuro sin que se vean afectadas las fechas más tempranas de las operaciones sucesivas o la fecha de fin extrema del grafo. La holgura libre no puede ser inferior a cero ni mayor que la holgura total. El sistema calcula primero la fecha de inicio más temprana para todas las operaciones sucesoras y resta el intervalo de la relación de ordenación. La fecha más pequeña menos la fecha de inicio más temprana de una operación determina la holgura libre.g ra asumiendo que la duración esperada de una actividad es una variable aleatoria independiente, podemos también suponer que la duración esperada del proyecto es una variable aleatoria que aproxima a la distribución de Gauss (para tareas > 30) y por lo tanto podemos calcular algunas probabilidades haciendo uso de una tabla de distribución normal, tomando en consideración las siguientes relaciones:
- Considérese que para números de Tareas < 30, debe aproximarse a una distribución de Student:
P=JI-1-i
La probabilidad de que el proyecto se termine antes de una duración dada t0 está dada por:
{\displaystyle P\left\{T<=t_{0}\right\}=P\left\{Z<=z_{0}\right\}}
donde {\displaystyle z_{0}} es el valor de entrada a una tabla de distribución normal y que se calcula según:
{\displaystyle z_{0}={\frac {t_{0}-T}{\sigma _{T}}}}